# Jacques Grimard
Jacques Grimard (né le 14 janvier 1947 à Rawdon au Québec et mort le 27 octobre 2007 à Sherbrooke au Québec) est un archiviste, historien, gestionnaire et professeur québécois.

## Biographie
Jacques Grimard est né le 14 janvier 1947 à Rawdon. Il obtient d'abord un baccalauréat en Arts en 1967 à l'Université de Sherbrooke. Il fait par la suite une Licence en Lettres en Histoire européenne en 1969 et termine une maîtrise en Histoire administrative en 1971 à l'Université de Sherbrooke. Il obtient un Doctorat en Histoire économique à l'Université de Paris I en 1979 et se spécialise en archivistique au British Council en Angleterre en 1980.
Il commence sa carrière d'archiviste en 1974 à l'Université d'Ottawa en devenant responsable des archives du Centre de recherche en civilisation canadienne-française (CRCCF). De 1979 à 1981, il occupe le poste de conservateur-adjoint et directeur des centres d'archives de Montréal et de la Région ouest des Archives nationales du Québec et, de 1982 à 1987, il occupe le même poste aux Archives nationales du Québec, mais pour les centres d'archives de Québec. De 1987 à 1988, il se consacre au développement des programmes de formation de premier et deuxième cycles en archivistique à l'Université Laval. De 1988 à 1991, il est directeur de la division des manuscrits aux Archives nationales du Canada à Ottawa. De 1991 à 2000, il est directeur général du développement et de la préservation aux Archives nationales du Canada à Ottawa. De 2000 à 2001, il devient directeur du projet Portail culturel canadien au ministère du Patrimoine canadien. En 2001, il commence à enseigner à l'École de bibliothéconomie et des sciences de l'information (EBSI) de l'Université de Montréal en tant que professeur agrégé, où il enseigne aux trois cycles et continue ses recherches et ses publications en archivistique.
Il est membre de plusieurs comités et associations, tels que l'Association des archivistes du Québec, l'Association internationale des archives francophones et le Conseil international des archives à la section pour l'enseignement de l’archivistique et la formation des archivistes et Réseau d'archives de l'Amérique du Nord.
Jacques Grimard meurt le 27 octobre 2007 à Sherbrooke.

## Contribution intellectuelle
Ayant avant tout une formation d’historien, Jacques Grimard écrit d’abord des textes en rapport avec l’histoire, plusieurs traitant de la présence des francophones en Ontario.
Privilégiant une approche synthétique, il se questionne particulièrement sur l’identité de la pratique archivistique et sur ce que cela signifie d’être archiviste à la fin du XXe siècle. Cette réflexion porte sur les attentes sociétales, les défis de l’archiviste en une ère d’information et le profil de l’archiviste contemporain ainsi que sur l’avènement d’une archivistique davantage concernée par les questions de valeur, de qualité et d’utilisation de l’information archivistique.
Jetant un regard historique sur les archives, il traite, en collaboration avec Jacques Boucher et Jean-Claude Robert, des apports du droit et de l’histoire au développement de la normalisation en archivistique au Québec en tirant des conclusions à partir des archives des tribunaux, des juges, des greffiers et des Archives nationales du Québec. Il est aussi question de la valeur de témoignage en archivistique en étudiant le cas du fonds des Archives nationales du Canada afin de mesurer sa capacité à rendre compte de la valeur de témoignage et des archives en tant que mémoire de la société, permettant de constituer des témoignages représentatifs du devenir d’une société.
Lors de colloques, congrès et journées d’études au Québec et à l’étranger, il se prononce sur la question du numérique et son impact sur les archives. Il considère notamment les défis stratégiques que pose la gestion de l’information plus particulièrement dans les universités québécoises et fait une synthèse du chemin parcouru par les institutions québécoises dans la numérisation de leurs documents.
Dans les années 1990, du fait de ses fonctions aux Archives nationales du Canada, il s’intéresse particulièrement à la préservation des archives, plus particulièrement sur les défis de la préservation des documents audiovisuels et l’importance de développer une stratégie de préservation pour ces documents éphémères. Il se questionne également sur la gestion de la préservation à long terme des archives électroniques et privilégie une démarche de préservation globalisante incluant le médium et le message. Il s’intéresse aussi à la notion de préservation en rendant compte de sa place dans les codes d’éthique des différents professionnels de la conservation et en réfléchissant sur la technologie au service de la préservation.
Devenant gestionnaire aux Archives nationales du Québec et par la suite aux Archives nationales du Canada, il est grandement intéressé par l’évaluation de services d’archives. En 1983, il écrit un texte faisant le bilan sur l’état des archives au Québec ainsi que celui des institutions ou regroupements qui les gèrent. Il réfléchit aussi à la terminologie de la gestion des documents et du records management et sur la mission d’acquisition des documents qui est de la responsabilité des institutions nationales pour l’information destinée à une conservation permanente. Il travaille également sur l’évaluation pour cerner son utilité, la définir et expliquer son fonctionnement et croit en la nécessité de développer une méthodologie et des instruments d’évaluation qui soient adaptés à l’archivistique.  

## Publications[19]
(décembre 2020).

### Ouvrages
- Dictionnaire de l'Amérique française. Francophonie nord-américaine hors Québec. Ottawa : Les Presses de l'Université d'Ottawa, 1988, 386 pp. (contributeur)
- Gagnon-Arguin, Louise et Grimard, Jacques, dir. La gestion d'un centre d'archives. Mélanges en l'honneur de Robert Garon. Sainte-Foy : Presses de l'Université du Québec, 2003. 339 p. (contributeur)

### Articles de revue
- « Les Ports Books anglais, sources d'histoire commerciale ». Canadian Journal of History/Annales canadiennes d'histoire, vol. 18, no 3, 1983, p.349-378.
- « La normalisation… pour mieux décrire les archives ». Archives, vol. 20, no 1, 1988, p. 63-69.
- « Acquérir des archives ou constituer la mémoire de nos sociétés ». L'Archiviste, vol. 17, no 6, 1990, p. 12-14.
- « La pratique archivistique a trouvé une identité: l'offre et la demande de services archivistiques en cette fin de vingtième siècle ». Archives, vol.24, no 3, 1993, p.3-12.
- « Le défi de l'audiovisuel: perpétuer la puissance d'évocation de l'évanescence ». L'Archiviste, no 110, 1995, p.2-4.
- « Gérer la préservation à long terme des archives électroniques ou préserver le médium et le message ». Archives, vol 27, no 4, 1996, p.21-34.
- « Défis pour un nouveau millénaire ». Archives, vol. 31, no 3, 1999-2000, pp. 3-6.
- « Un regard sur le monde archivistique. Particularismes et similitudes ». Archives, vol. 34, nos 1-2, Québec, 2002-2003, p. 5-8.
- « Archives et démocratie à la canadienne ». Revue des archives fédérales suisses, vol. 30., 2004, p.273-296.
- « Le système d'archives canadien ». Revue des archives fédérales suisses, vol. 54, 2004.
- « Towards program evaluation in archives ». Archival Science, vol. 4, no 1-2, 2004, p.99-126.
- « Program Evaluation and Archives : "Appraising" archival work and contribution ». Archivaria, vol. 56, 2004, p.69-87.
- « Managing the Long-term Preservation of Electronic Archives or Preserving the Medium and the Message ». Archivaria, no 59, 2005, p.153-167.
- « L’archivistique à l’heure du paradigme de l’information… ou la "Révolution" numérique à l’"âge" archivistique ». Archives, vol. 37, no 1, 2005-2006, p.59-87.
- « L’évaluation de programme : modèles multiples et caractéristiques souhaitables pour une application en milieu archivistique ». Archives, vol. 37, no 2, 2005-2006, p.73-78.
- « Le patrimoine documentaire du Québec à l'heure du virage numérique ». À rayons ouverts, no 68, 2006, p.8-10. © Gouvernement du Canada (Bibliothèque et Archives Canada)

## Distinctions
- 1993 : Titre de membre émérite de l'Association des Archivistes du Québec[20]
- 1997 : Prix du meilleur article de la revue Archives pour son article « Gérer la préservation à long terme des archives électroniques ou préserver le médium et le message »[20]
- 2009 : création du prix Jacques-Grimard par le Conseil d’administration de l'Association des Archivistes du Québec[20].